# Вікіпедія мовою луганда
Вікіпедія мовою луганда (луганда Wikipedia) — розділ Вікіпедії мовою луганда. Створена у 2004 році. Вікіпедія мовою луганда станом на 28 березня 2025 року містить 3370 статей, 9609 зареєстрованих користувачів, 21 активного дописувача, 1 адміністратора
. Загальна кількість сторінок у Вікіпедії мовою луганда — 7453, редагувань — 36 851, мультимедійні файли відсутні
. Глибина (рівень розвитку мовного розділу) Вікіпедії мовою луганда дуже мала і становить лише 7.3 пунктів
. 

## Історія
- Вересень 2015 — створена 500-та стаття[3].